# 오오이즈미 요

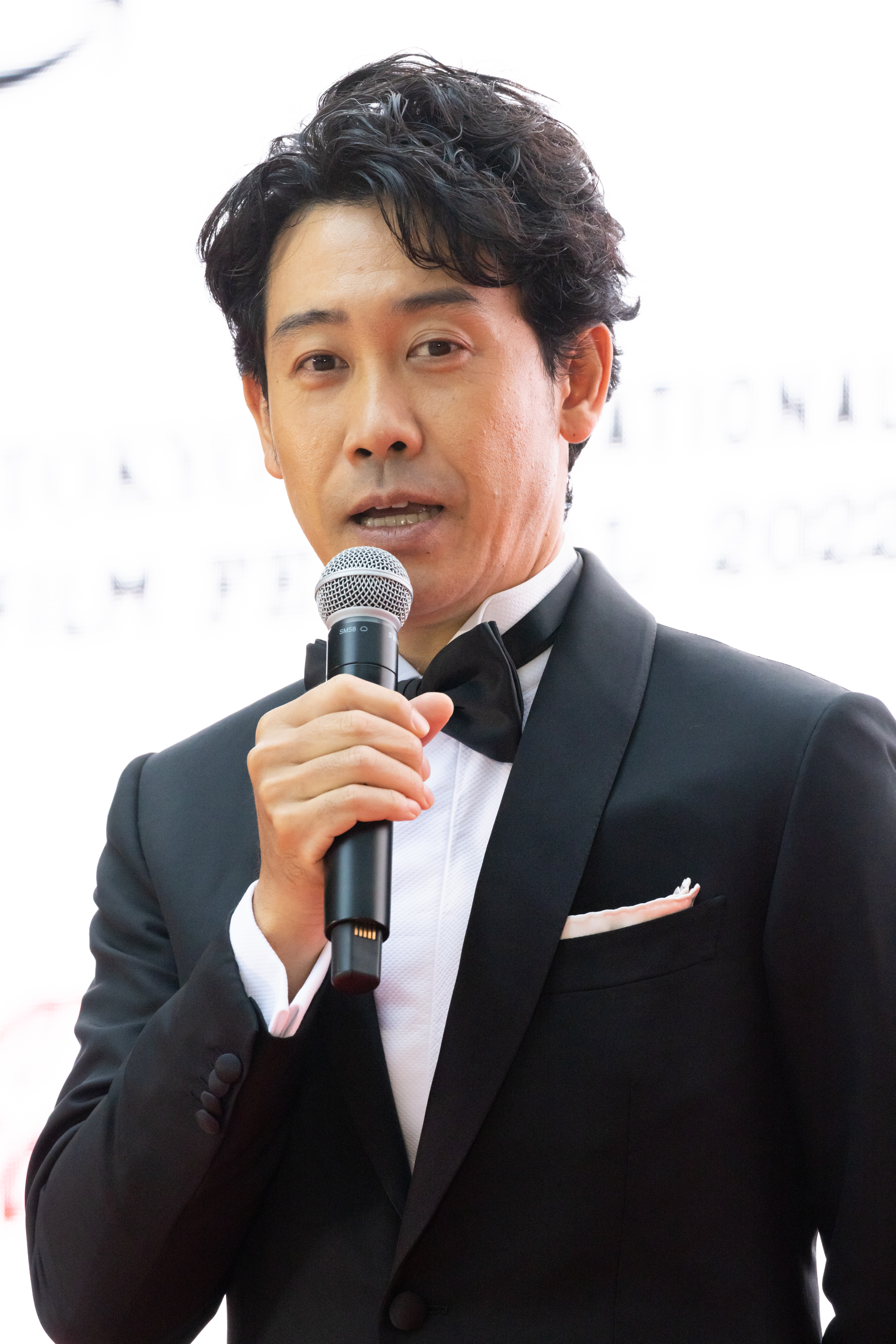
2022

오오이즈미 요(大泉 洋, 1973년 4월 3일 ~ )는 홋카이도, 에베쓰 시에서 태어난 일본의 방송인·배우이다. 일본 에베쓰 시에서 태어났고, 1984년부터 삿포로 시에서 자랐다.

## 개요
오오이즈미 요를 처음으로 알린 프로그램은 홋카이도의 지역 방송국인 HTB의 심야 버라이어티 프로그램 “수요일 어떠십니까? ja:水曜どうでしょう水曜どうでしょう, ”에서다. "수요일 어떠십니까?"는 심야 방송으로서는 놀라운 시청률인 최고 18%의 시청률을 기록한 홋카이도의 유명한 버라이어티로 자리잡았었다. 그는 대학생 시절부터 이 프로그램에 고정 패널로 출연하면서 인지도를 쌓아 도쿄로 진출하게 된다. 또, 오오이즈미는 홋카이도 학원 대학에 입학하여 같은 대학 선배와 친구 5명이서 ‘TEAM-NACS’라는 연극 동아리를 만들어, 홋카이도에서 활동했지만, 이것이 전국으로 입소문이 퍼져 현재 소속사에 들어가게 되었다. TEAM-NASC는 연극 동아리로 지금까지 12개의 작품을 만들었다.
대중에게 인기를 얻게 된 오오이즈미는 다양한 분야에서 좀 더 넓게 일본 전국에서 활동하게 되었다. 그는 데뷔 이후로 다양한 활동을 해 오고 있다. TV드라마, 영화, 버라이어티 프로그램, 애니메이션 성우, 게임 성우 그리고 가수로서 음반을 발매하기도 하였다. 또, 각본가와 화가에 분야에 발을 넓히기도 하였다.

## 작품

### 버라이어티
- 수요일 어떠신가요? 水曜どうでしょう
- おにぎりあたためますか
- ハナタレナックス
- 1×8いこうよ

### TV 드라마
- 2004 6월의 벚꽃 / 아라이 타츠히코 역
- 2005 구명 병동 24시 / 사쿠라 료타 역
- 2005 구급 병동 24시 어나더 스토리 / 사쿠라 료타 역
- 2006 코바야카와 노부키의 사랑 / 누마즈 소우타 역
- 2006 이상한 두 사람 / 사쿠라기 나오 역
- 2006 이세이 오카다의「단 두 사람의 인생 드라마」
- 2006 보리밭에서 움켜잡고 / 야기사와 코이치 역
- 2006 도쿄타워 -엄마와 나, 때때로, 아빠- / 나카가와 마사야 역
- 2007 신에게 사랑 받지 못한 남자 / 아케치 히데미츠 역
- 2007 파견의 품격 / 쇼지 타케시 역
- 2007 망나니 엄마 / 카와노 테츠 역
- 2008 로스:타임:라이프 (에피소드 9) / 미우라 켄타로 역
- 2008 오센 (에피소드 4) / 다이바 켄지 역
- 2008 그 날, 우리의 목숨은 휴지보다도 가벼웠다 / 카노 지로 역
- 2008 환희의 노래 / 사노 료스케 역
- 2008 물결타는 레스토랑 / 마스터 역
- 2009 빨간코 선생님 / 이시하라 미타로 역
- 2009 일하는 곤! / 의사 역
- 2010 료마전 / 곤도 조지로 역
- 2010 우리 집의 역사 / 츠루짱 역
- 2010 황금 돼지 - 회계검사청 특별조사과- / 카도마츠 이치로 역
- 2010 99년의 사랑 〜JAPANESE AMERICANS〜 / 야마기시 노보루 역
- 2010 우주견작전 / 타부세 역
- 2012 럭키 세븐 / 아사히 준페이 역
- 2012 스프 카레 / 이가라시 세이즈 역
- 2012 플라티나 타운 / 야마자키 테츠로 역
- 2013 럭키 세븐 스페셜 / 아사히 준페이 역
- 2013 쉐어 하우스의 연인 / 카와키 탓페이 역
- 2013 바켄 레코드를 넘어서 / 야나가와 츠카사 역 (우정 출연)
- 2014 세상의 소금 / 카미무라 켄사쿠 역
- 2014 아버지의 등 8화 / 하루베 타다시 역
- 2015 마레
- 2016 사나다마루 / 사나다 노부유키 역

### 영화
- 2001 맨홀
- 2002 파코다테인
- 2003 리버
- 2004 은의 엔젤
- 2005 심슨즈
- 2006 낚시바보일지 17
- 2006 우동
- 2006 슈가 앤 스파이스
- 2007 게게게의 키타로
- 2008 애프터 스쿨
- 2008 게게게의 키타로 - 천년 저주의 노래 -
- 2010 반쪽 달이 떠오르는 하늘
- 2011 만약 고교야구의 여자 매니저가 드러커의 [매니지먼트]를 읽는다면
- 2011 탐정은 바에 있다
- 2012 해피 해피 브레드
- 2012 굿모닝 에브리원!
- 2013 탐정은 바에 있다 2
- 2013 기요스 회의 / 하시바 히데요시 역
- 2014 청천벽력
- 2014 포도의 눈물
- 2014 트와일라잇 사사라사야
- 2015 아이 엠 어 히어로
- 2015 카케코미 여자와 카케다시 남자
- 2018 도라에몽 노비타의 보물섬 - キャプテン･シルバー
- 2018 사랑은 비가 갠 뒤처럼 - 콘도 마사미 역
- 2018 용길이네 곱창집 - 테츠오 역
- 2018 해피 해피 레스토랑 - 와타루 역
- 2018 이런 야심한 밤에 바나나라니 사랑스러운 실화 - 카노 야스하키 역
- 2020 신해석 삼국지 - 유비 역

### 성우

#### 애니메이션
- 2001 센과 치히로의 행방 불명
- 2002 고양이의 보은
- 2003 나스 안달루시아의 여름
- 2004 하울의 움직이는 성
- 2006 별을 샀던 날
- 2006 브레이브 스토리
- 2009 레이튼 교수와 영원의 가희
- 2011 두부요괴
- 2014 추억의 마니
- 2024 명탐정 코난: 100만 달러의 오릉성 (카와조에 요시히사)

#### 게임
- 2007 레이튼 교수와 이상한 마을 / 레이튼 교수 역
- 2007 레이튼 교수와 악마의 상자 / 레이튼 교수 역
- 2008 레이튼 교수와 최후의 시간여행 / 레이튼 교수 역
- 2009 레이튼 교수와 마신의 피리 / 레이튼 교수 역
- 2010 니노쿠니 / 쟈이로 역
- 2011 레이튼 교수와 기적의 가면 / 레이튼 교수 역
- 2012 레이튼 교수 VS 역전재판 / 레이튼 교수 역
- 2013 레이튼 교수와 초문명 A의 유산 / 레이튼 교수 역

## 음반
- 本日のスープ
- 起きないあいつ